# IEC 60870
Die IEC 60870 -International Electrotechnical Commission- beschreibt einen allgemeinen, offenen Kommunikationsstandard für die industrielle Automation, die in den Bereichen der Infrastrukturautomation (Schaltanlagenleittechnik, Fernwirktechnik, Netzleittechnik) angewendet wird. Das Protokoll stellt zwar einen universellen Standard dar, lässt jedoch einen großen Spielraum für spezifische Applikationen.
In Deutschland ist die IEC 60870 als DIN-Norm DIN EN 60870 veröffentlicht.

## Übersicht
Der Standard für die Fernwirktechnik basiert auf folgenden IEC – Spezifikationen:
- IEC 60870–5–1 Übertragungs-Frame-Formate
- IEC 60870–5–2 Übertragungsprozeduren
- IEC 60870–5–3 Struktur der Anwendungsdaten
- IEC 60870–5–4 Definition und Codierung der Informationselemente
- IEC 60870–5–5 Grundlegende Anwendungsfunktionen

Mit der Normenreihe IEC 60870-5 wurde erreicht, dass Geräte und Anlagen der Fernwirk- und Stationsleittechnik verschiedener Hersteller ohne grundsätzliche Anpassungsentwicklungen miteinander kommunizieren können.
Die sehr allgemeine Beschreibung des Protokollstandards macht es notwendig die Normenreihe IEC 60870-5 in einzelne Teile zu untergliedern, um eine Interoperabilität der miteinander kommunizierenden Geräte zu erreichen. Folgende Teile der Normenreihe IEC 60870-5 haben Bedeutung erlangt:
- IEC 60870–5–101 Anwendungsbezogene Norm für Fernwirkaufgaben (serielle Kommunikation)
- IEC 60870–5–102 Grundlegende Funktionen für die Zählwertübertragung
- IEC 60870–5–103 Norm für die Schutzmeldungsübertragung und Störschriebentsorgung (innerhalb einer Schaltanlage)
- IEC 60870–5–104 Anwendungsbezogene Norm für Fernwirkaufgaben in IP-Netzen

Die Schnittstelle verwendet ein signalorientiertes Datenmodell. Jedes Telegramm repräsentiert einen Datenpunkt, wie z. B. einen Messwert, Sollwert, Kommando oder Alarm. Dabei wird dieses Telegramm über eine Adresse und einen Datentyp definiert. Die Adresse legt dann fest, um welches Signal es sich handelt, d. h. Sender und Empfänger müssen die Bedeutung der Adresse kennen.
Die Normenreihe hat speziell im europäischen und asiatischen Raum weite Verbreitung in Kommunikationsnetzen für die Überwachung und Steuerung von Infrastrukturnetzen (Strom, Gas, Wasser, Pipelines etc.) gefunden.
Für die Vernetzung von leittechnischen Einrichtungen wurde von IEC folgende Spezifikation erstellt:
- IEC 60870-6 Fernsteuerprotokoll, kompatibel zu den ISO- und ITU-Standards

## IEC 60870-5-101
Die IEC 60870-5-101 ist ein offizieller Kommunikationsstandard für die Fernwirktechnik.
Das Protokoll wird als allgemeines Übertragungsprotokoll zwischen (Netz-)Leitsystemen und Fernbedienungsterminals eingesetzt. Die Nachrichten werden typischerweise über serielle Verbindungen übertragen (ITU-T V.24 (EIA-232)/ITU-T V.28). Es ist ein asynchrones Protokoll mit Hamming-Abstand 4. Der Telegrammrahmen entspricht FT1.2.
Mit der Norm IEC 60870-5-101 wurde erreicht, dass Geräte und Anlagen der Fernwirk- und Stationsleittechnik verschiedener Hersteller ohne grundsätzliche Anpassungsentwicklungen miteinander kommunizieren können. Die Freiheitsgrade der Norm erlauben verschiedene lieferantenspezifische Profile (z. B. der verwendeten Telegrammtypen und Funktionen). Mit Hilfe einer Interoperabilitätsliste können die Profile aufeinander abgestimmt werden. Diese Norm hat vor allem im europäischen und asiatischen Raum weite Verbreitung gefunden.

## IEC 60870-5-102
Die IEC 60870-5-102 ist ein offizieller Kommunikationsstandard für die Übertragung von Zählerständen in Elektrizitätsnetzen. Die Nachrichten werden typischerweise über serielle Verbindungen übertragen und der Telegrammrahmen entspricht FT1.2.

## IEC 60870-5-103
Die IEC 60870-5-103 ist ein offizieller Kommunikationsstandard für die Übertragung von Meldungen der digitalen Schutzeinrichtungen innerhalb einer Stationsleittechnik, um Schutzmeldungen und Störschriebe zu übertragen. Das Schutzgerät arbeitet in der Kommunikation als Slave, der Daten spontan zum Master (Stationsleittechnik) überträgt oder von diesem zyklisch abgefragt wird.
Aufgrund der hohen Marktdurchdringung im europäischen Raum ist man dazu übergegangen, neben digitalen Schutzgeräten auch Steuergeräte und Regler einzubinden. Die Steuerbefehle und Steuermeldungen wurden innerhalb des Protokolls ursprünglich im privaten Bereich transportiert und gerätespezifisch dokumentiert. Im Jahr 1998 gab der VDEW (heute BDEW) für diese sogenannten Kombigeräte eine Standardisierungsempfehlung heraus.

## IEC 60870-5-104
Die IEC 60870-5-104 ist ein allgemeines Übertragungsprotokoll zwischen (Netz-)Leitsystemen und Unterstationen.
Die Telegramme werden per Internetprotokoll TCP/IP übertragen. Das Protokoll besitzt allgemeine Fähigkeiten im Rahmen von SCADA-Anwendungen.
Im Gegensatz zur IEC 60870-5-101, die Verbindungen über serielle Schnittstellen aufbaut, ermöglicht die IEC 60870-5-104 Schnittstelle die Kommunikation über Netzwerke (LAN und WAN). Dabei können handelsübliche Netzwerkkomponenten (Router) verwendet werden (in Schaltanlagen sollten Industriekomponenten verwendet werden). Als Standard wird hierbei der TCP-Port 2404 verwendet.
Mit der Norm IEC 60870-5-104 wurde erreicht, dass Geräte und Anlagen der Fernwirk- und Leittechnik verschiedener Hersteller ohne grundsätzliche Anpassungsentwicklungen miteinander kommunizieren können. Die Freiheitsgrade der Norm erlauben verschiedene lieferantenspezifische Profile (z. B. der verwendeten Telegrammtypen und Funktionen). Mit Hilfe einer Interoperabilitätsliste können die Profile aufeinander abgestimmt werden. Diese Norm hat vor allem im europäischen und asiatischen Raum weite Verbreitung gefunden.
Das Fernwirkprotokoll IEC 60870-5-104 eignet sich auch als Feld- oder Stationsbus. Der Einsatz als Stationsbus ermöglicht dabei auch eine direkte Kommunikation zwischen einzelnen Geräten.
Als Stations- oder Feldbus, auf Basis TCP/IP, wird heute ebenfalls die IEC 61850, die auf einem objektorientierten Datenmodell aufbaut, eingesetzt.

## IEC 60870-6
TASE.2 ist Bestandteil der Normenreihe IEC 60870-6, in der Dienste, das Protokoll und ein Objektmodell beschrieben werden. Mit IEC 60870-6 TASE.2 werden Informationsnutzer und Informationsanbieter auf eine standardisierte Weise koppelbar. Diese Kopplung ist unabhängig von Betriebssystemplattformen (UNIX, Windows …) und Übertragungsmedien (TCP/IP, ISO/OSI, Feldbus …). Die Norm baut auf dem Standard ISO 9506 Manufacturing Messaging Specification (MMS) auf.